# Rosenvång
Rosenvång är ett bostadsområde i stadsdelen Limhamn-Bunkeflo, Malmö. 
Rosenvång ligger mellan Geijersgatan och Rudbecksgatan, öster om Västanväg, väster om Bellevuevägen. Området består av villor och radhus från första halvan av 1900-talet.

## Idrott
Från Rosenvång kom fotbollsklubben Rosenvång IF.